# The Medusa Touch
The Medusa Touch (br: O Toque da Medusa) é um filme franco-britânico de 1978, dirigido por Jack Gold.